# Maison Leys
Pour les articles homonymes, voir Leys.
La maison Leys  (en néerlandais : Burgerhuis ou Huis Leys) est un immeuble réalisé par l'architecte Jacques De Weerdt en 1906 dans le style Art nouveau à Anvers en Belgique (région flamande).
La maison a été construite pour Monsieur Leys. Elle est classée et reprise sur la liste des monuments historiques de Berchem depuis le 4 décembre 2003.

## Situation
Cette maison se situe au no 34 d'Oostenstraat, une artère résidentielle du quartier de Zurenborg à Berchem au sud-est d'Anvers située le long de la voie de chemin de fer et comptant d'autres réalisations de style Art nouveau dues aussi à Jacques De Weerdt aux nos  28 (Maison 't Daghet in den Oosten) et 32 (Maison Citroen-Cahn).

## Description

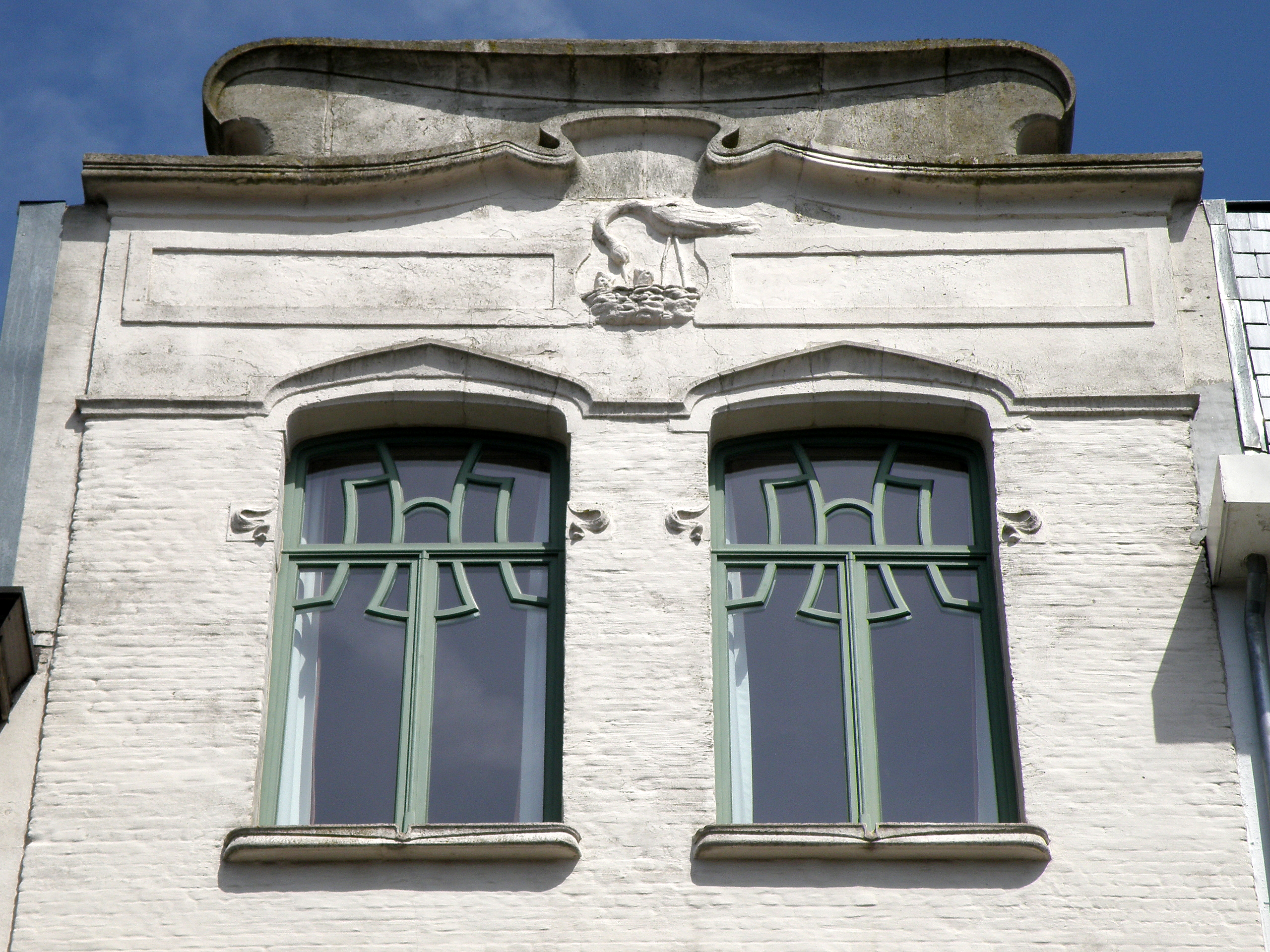
Haut de la façade.

Bâtie en 1906  par l'architecte Jacques De Weerdt dans le style Art nouveau floral, la façade compte quatre niveaux (trois étages). Ces trois étages sont bâtis en brique enduite de couleur blanche. Le rez-de-chaussée composé de trois travées est construit en pierre aussi enduite de couleur blanche avec soubassement en pierre bleue. Chaque niveau est différent. La façade marque une avancée concave au niveau de la base du premier étage où se trouve une baie ouverte précédée d'un balcon en fer forgé aux lignes courbes. Cette baie en anse de panier est composée de petits bois aux lignes courbes s'entrecroisant. Plusieurs moulures aux lignes courbes ou ondulées rythment la façade.
La partie supérieure de la façade laisse apparaître une grue donnant la becquée à ses oisillons au nid.

## Source
- (nl) Elise Hooft, Greet Plomteux et Rita Steyaert, « Burgerhuis in art-nouveaustijl (notice n°7404) », Bruxelles, Agentschap Onroerend Erfgoed, 2015

## Photos
Photos de la maison Leys